# François Bigot
Pour les articles homonymes, voir Bigot.
François Bigot, né et baptisé le 30 janvier 1703 à Bordeaux (Saint-André), décédé le 12 janvier 1778 à Neuchâtel (Suisse), et inhumé au Château Janjaquet dans la commune de Cressier (canton Neuchâtel), est un administrateur colonial français. Il est commissaire ordonnateur à l’Île-Royale et dernier intendant de la Nouvelle-France. Il passe à l’histoire comme un symbole de corruption et comme l’un des principaux responsables de la chute de la Nouvelle-France.

## Biographie

### Une famille qui monte
François Bigot naît le 30 janvier 1703 à Bordeaux. Il est le fils de Louis-Amable Bigot et Marguerite Lombard. Son grand-père, Louis Bigot, fait fortune au XVIIe siècle dans le commerce maritime bordelais. Il participe ainsi au financement de plusieurs aventures commerciales maritimes vers Terre-Neuve et Québec. Dans la France de l’Ancien Régime, la richesse permet d’acheter un poste de conseiller au Parlement de Bordeaux. Cette charge lui confère l’anoblissement et ouvre la voie l’ascension sociale de la famille Bigot. Son fils, Louis-Amable Bigot, suit les pas de son père et s’engage également dans la magistrature. Il obtient même le poste de vice-doyen du Parlement, titre dont le jeune François tire une grande fierté. La famille se lie avec plusieurs lignées importantes du royaume de France. Le marquis de Montcalm rapporte dans une lettre qu’il est «même attaché à monsieur Bigot, grand travailleur, homme d’esprit, proche parent de monsieur de Puisieulx et de monseigneur le maréchal d’Estrée». Le marquis de Puisieulx, ministre des Affaires étrangères de Louis XV, est un personnage important de l’entourage du roi. Le jeune François est éduqué dans cette famille et prend la voie de la magistrature. Il fait son apprentissage dans divers postes en France.

### Magistrat colonial
Malgré les aléas de la vie de fonctionnaire sur la côte atlantique du royaume de France, Bigot obtient une promotion comme commissaire ordonnateur de l’Île-Royale. Il s'agit d'un poste important, car la forteresse de Louisbourg, clé de voûte de la défense de la Nouvelle-France, s'y trouve. Cette carrière coloniale n’est pas le premier choix de Bigot, qui ambitionne l’intendance d’un des ports de France, mais il l’accepte dans l’espoir de se faire un nom. Il reçoit l’annonce de sa nomination le 1er mai 1739 et arrive à Louisbourg le 9 septembre de la même année, en compagnie du nouveau gouverneur, Isaac-Louis de Forant. Il met immédiatement en place les bases d’une vie fastueuse, s’attirant même des réprimandes du ministre Maurepas. Il ne s’en met pas moins au travail, développant l’économie de la colonie confiée à ses soins. Soucieux d’éviter les conflits de personnalités si courants dans l’administration de l’Ancien Régime, il s’assure de la collaboration des autres fonctionnaires en place, tel Antoine Sabatier, contrôleur de la Marine et de Jacques Rondeau, agent de la trésorerie de la Marine. Plus important encore, il cultive ses relations avec ses supérieurs, les gouverneurs de Louisbourg : Forant puis Duquesnel et Du Pont Duchambon. Il prend d’ailleurs sous sa protection le jeune Louis Du Pont Duchambon de Vergor.

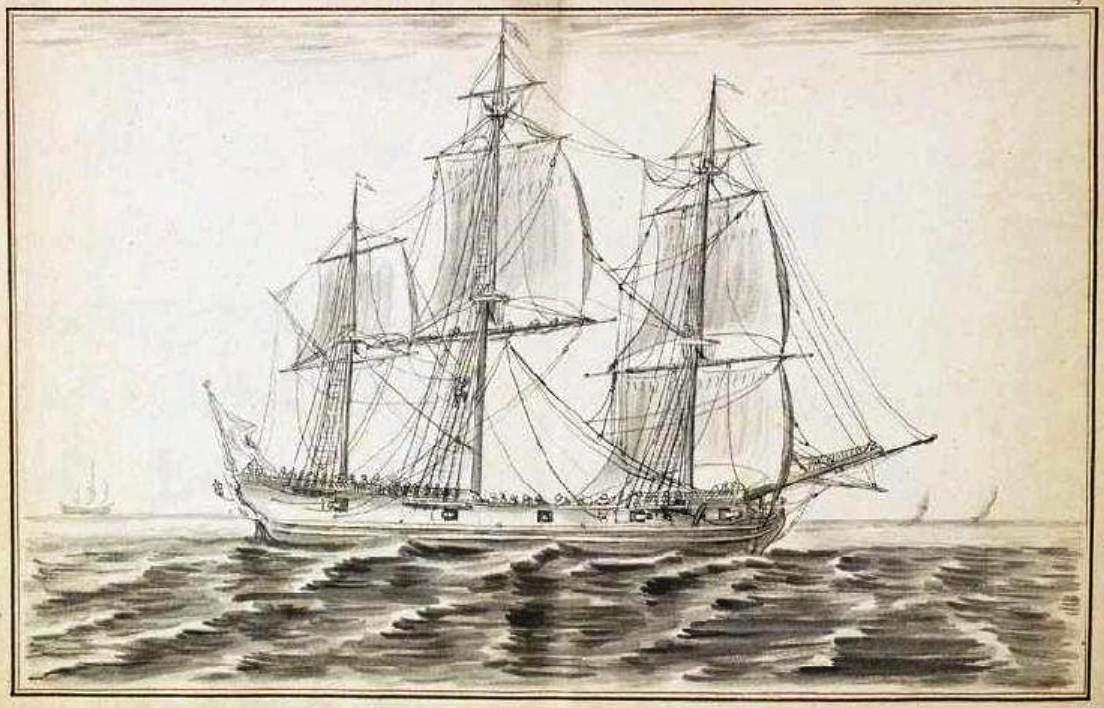
Navire corsaire français.

Décidé à accroître sa fortune, Bigot sollicite régulièrement le ministère pour faire augmenter ses appointements. Il met alors de l’avant les réels résultats obtenus dans le développement de l’économie de Louisbourg. Son efficacité est rapidement remarquée alors qu’il tient sous un contrôle strict les dépenses importantes consenties par le roi pour construire à Louisbourg une forteresse en pierre aux normes européennes, la plus importante du genre en Amérique. Il développe la pêche, le commerce et l’agriculture. Le service public n’empêche pas Bigot d’investir discrètement, par le biais de noms d’emprunts, dans le commerce et la course. Alors que la guerre de succession d’Autriche plonge l’Europe dans la guerre, France et Angleterre sont dans des camps opposés. Les combats s’étendent vite à l’Amérique où les navires corsaires affrétés par Bigot obtiennent bientôt de rentables succès.
Néanmoins, la situation de Louisbourg est précaire. Mal logés, mal nourris et mal payés, les soldats de Louisbourg se mutinent au mois de décembre 1744. Certains meneurs accusent les fonctionnaires de voler leurs soldes et prévoient de piller la ville avant de passer à l’ennemi. Prévenues par Bigot de la mutinerie, les autorités françaises réagissent vite, trois vaisseaux de ligne sont dépêchés à la forteresse avec des renforts et des vivres. Les navires sont bloqués par la Royal Navy, qui capture même l'un d'eux, le Vigilant, le 30 mai. Une nouvelle escadre est formée à Brest avec sept navires de guerre. Mais il est déjà trop tard : la forteresse de Louisbourg est tombée aux mains des Anglais.

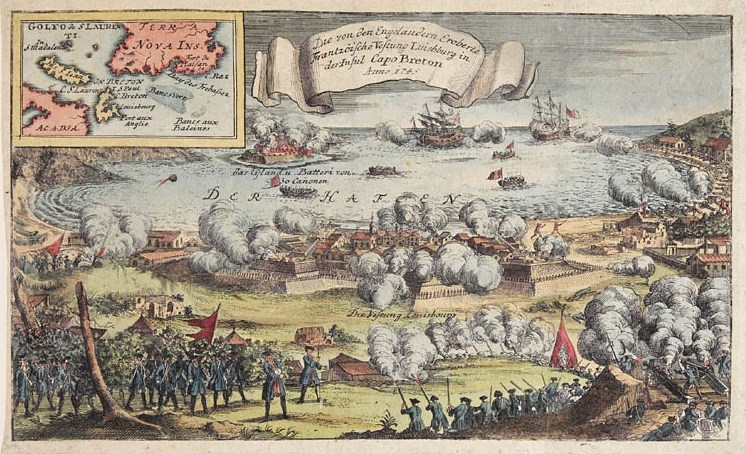
Siège de Louisbourg de 1745.

Si les autorités françaises de Louisbourg ont repris le contrôle de la garnison grâce à des mesures d’apaisement, celle-ci reste trop faible pour s’opposer efficacement aux 8000 miliciens des colonies américaines qui débarquent le 11 mai 1745 pour assiéger Louisbourg. Le commandant de la place, Du Chambon, ne peut aligner sur les murs de la forteresse que 455 soldats, soutenus par 800 miliciens. Malgré tout, la résistance se révèle tenace. Les Français remportent même un succès à l’île de l’Entrée, capturant un grand nombre de soldats ennemis. Bigot remplit ses fonctions de son mieux durant les jours du siège, assurant que le ravitaillement et les munitions ne manquent pas aux troupes. Les 47 jours du siège s’achèvent le 27 juin 1745 avec la reddition française. Bigot réussit à vendre aux Britanniques les marchandises entreposées dans la ville et réalise ainsi un joli profit personnel tout en diminuant les pertes du roi. Les conditions de la capitulation ne sont pas respectées par les miliciens de Boston et un grand nombre de colons français sont déportés contre leur gré vers le Massachusetts.
Selon les termes de la capitulation, un navire anglais, le Lauceston, doit conduire les administrateurs français et la garnison dans un port français. Ils arrivent à Belle-Île le 13 août. Du port, Bigot part vers Versailles afin de faire son rapport au ministre Maurepas. Satisfait du travail de son fonctionnaire et convaincu par ses justifications sur son rôle lors du siège de Louisbourg, le ministre confie à Bigot le mandat d’organiser des missions de ravitaillement vers Québec afin de soutenir les troupes qui défendent la Nouvelle-France. Basé à Rochefort, il s’acquitte de sa mission jusqu’à la réception de nouveaux ordres de la Cour, tout en contribuant à l’enquête et aux procès de la mutinerie de Louisbourg.

### Expédition ratée en Acadie

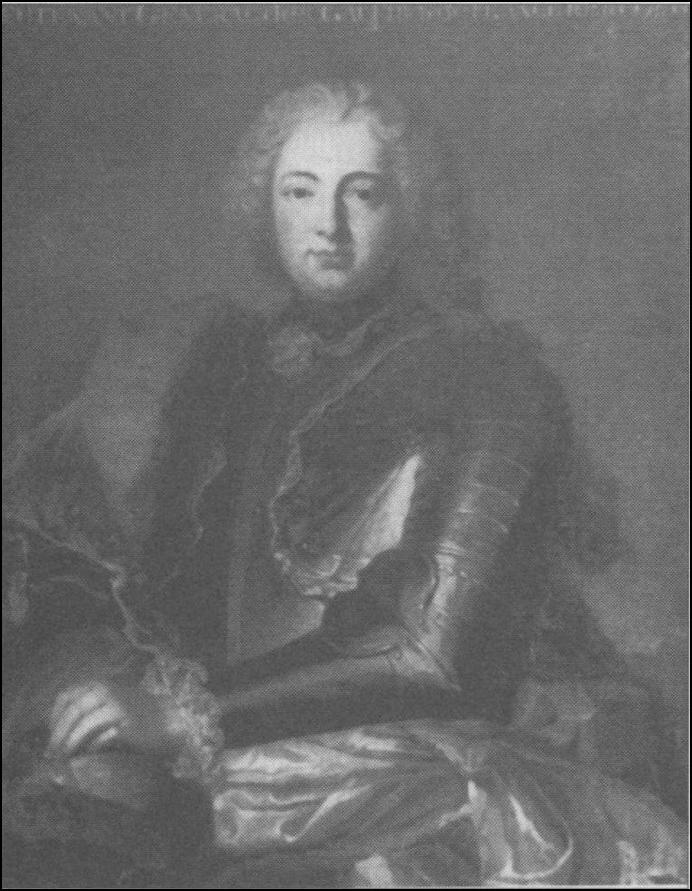
Le duc d'Anville, commandant malheureux du grand effort de la France pour reprendre l'Acadie.

À la fin de 1745, la situation des colonies françaises d’Amérique devient suffisamment préoccupante pour que la Cour décide de frapper un grand coup outre-Atlantique. D’autant plus que, sur le continent européen, la France enchaîne les victoires dont celle de Fontenoy. Elle a donc les moyens de se concentrer sur la Nouvelle-France. Le ministre de la Marine, Maurepas, organise une grande expédition qu’il place sous le commandement du duc d’Anville. L’objectif est triple : reprendre Louisbourg, contrer une expédition anglaise possible vers le Canada puis reprendre l’Acadie. Bigot est nommé commissaire général et a la charge de veiller à la logistique de l’expédition. Il doit notamment préparer suffisamment de rations pour nourrir pendant plusieurs mois tant les soldats des quatre bataillons que les marins des 54 navires de l’expédition. C’est donc 1 100 000 rations qui doivent être achetées et emmagasinées dans les cales des navires du duc d’Anville, avec les munitions et tout le matériel de siège. Bigot doit également faire préparer les approvisionnements, régler les consommations, administrer les fonds engagés par l’État dans la préparation des navires et établir les comptes des dépenses. Il doit en plus assurer, une fois en Nouvelle-France, la liaison avec les autorités coloniales et en premier lieu avec l’intendant Hocquart. Il a également mission de rester dans les territoires libérés afin de réorganiser l’administration et l’économie.
L’expédition secrète compte 14 navires de ligne, 5 frégates, 3 corvettes, une galiote à bombes, 2 brûlots, 2 flûtes, 1 navire-hôpital, 15 transports de troupes, 11 transports de vivres. Ces navires, qui comptent 3666 matelots, transportent 3339 soldats. Partis de plusieurs ports différents pour ne pas alarmer l’ennemi, les navires de l’expédition doivent se rejoindre en mer avant de cingler vers Louisbourg. Une telle synchronisation à l’époque de la marine à voile et de la communication par lettre comporte son lot de difficultés. Bigot se démène pour assurer le chargement des navires à temps pour profiter de vents favorables. Malgré tout, les retards s’accumulent, mettant en péril l’expédition avant même son départ. De plus, la maladie se déclare dans les troupes en attente. Les navires ne mettent les voiles que le 22 juin. La flotte arrive en vue des côtes américaines le 10 septembre et y subit une tempête du 13 au 15. Les approvisionnements si soigneusement rassemblés par Bigot étant périmés, l’expédition doit demander du secours aux Acadiens qu’elle est supposée pourtant libérer. L’abbé Le Loutre, à la tête des forces acadiennes, ne peut espérer nourrir une flotte dont les soldats et les matelots comptent pour la moitié des habitants de l’Acadie en entier.

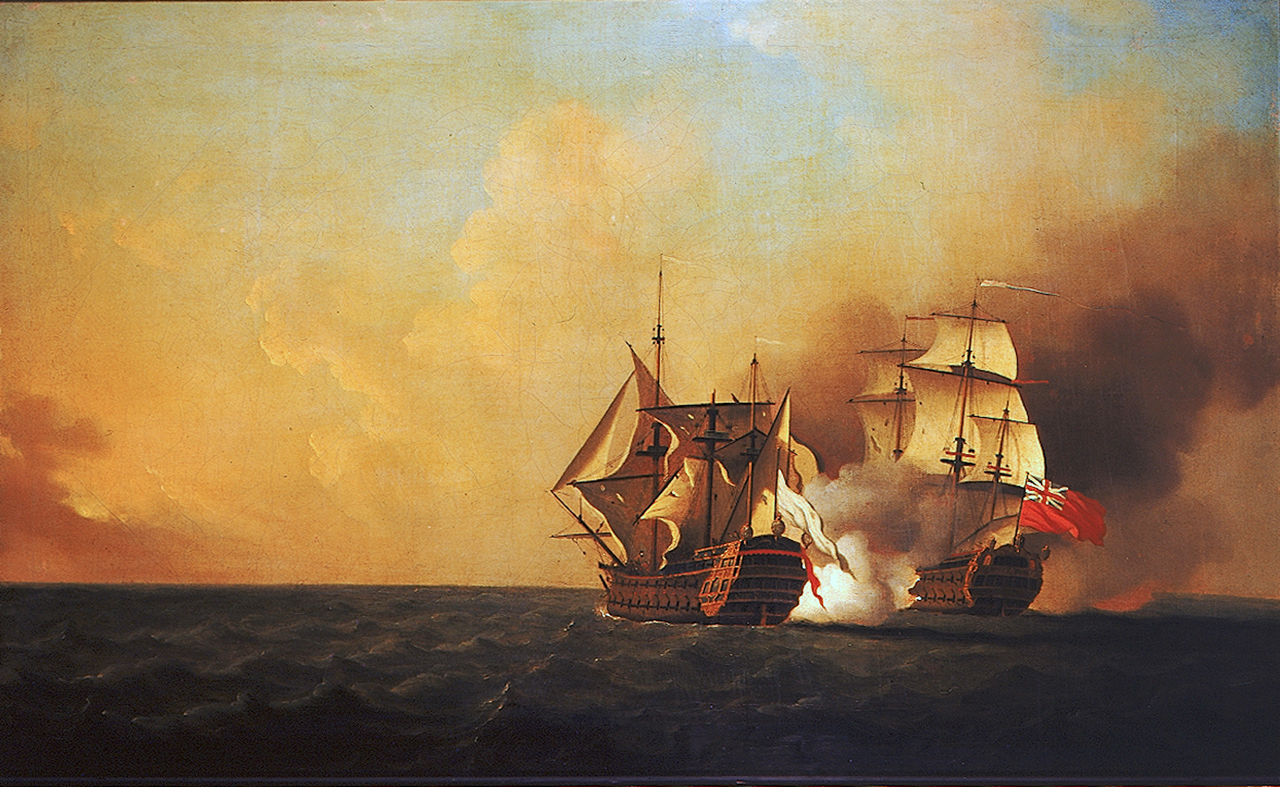
Combat maritime durant l'expédition du duc d'Anville entre le Nottingham et le Mars. Plusieurs navires français devront s'ouvrir un passage pour rentrer en France.

Pour ajouter au malheur, les épidémies qui se déclarent touchent un tel nombre de marins que la majorité des équipages ne peut plus effectuer leurs tâches. De plus, le duc d’Anville, commandant de l’expédition, décède subitement d’une attaque d’apoplexie le 27 septembre. Son successeur, le chevalier d’Estourmel, conscient de l’échec probable de l’entreprise et désespérant de pouvoir faire quelque chose, tente de s’enlever la vie. Il est remplacé par le marquis de la Jonquière. Celui-ci, malgré sa grande compétence, tente de reprendre Port-Royal, alors que tout indique que la mission s'annonce périlleuse. C'est qu'il cherche avant tout à éviter que l’expédition revienne en France sans avoir rien accompli. 
Le ravitaillement diminuant à vue d’œil, Bigot doit couper en deux les rations afin d'éviter que les hommes meurent de faim. Il dresse également un sombre portrait de l’épidémie qui dévaste la flotte. Le 5 octobre, il avertit de la Jonquière que 587 hommes sont morts et que plus de 1500 autres sont hors d’état de servir. Incapable de garantir au marquis qu’il pourrait nourrir les hommes durant le siège et forcé de convertir 14 navires en hôpitaux, Bigot doit néanmoins préparer la suite. L’expédition n'arrive pas à s’emparer de Port-Royal à cause de vents contraires et doit se résoudre à rentrer en France sans avoir remporté de succès. Plusieurs navires sont endommagés par les éléments sur le trajet de retour tandis que d’autres sont obligés de combattre des navires anglais pour rentrer au port. Le Borée, sur lequel a pris place Bigot, s’échoue en tentant d’éviter le blocus anglais. Bigot perd ses malles, mais parvient à rejoindre la terre ferme à la nage. Il termine l’année en complétant la comptabilité de Louisbourg et de l’expédition du duc d’Anville.

### Intendant de la Nouvelle-France

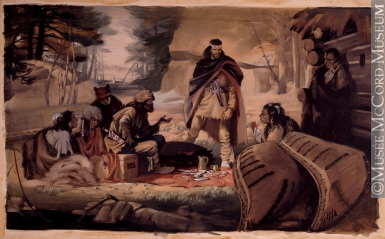
La traite des fourrures est la principale source d'enrichissement en Nouvelle-France et Bigot y investit beaucoup.

Avec le retour de la paix, Maurepas réorganise les colonies françaises et récupère Louisbourg, qu’il s’empresse de fortifier. L’ancien intendant de la Nouvelle-France, Gilles Hocquart, demande son rappel pour cause d’épuisement et c’est Bigot qui est choisi pour le remplacer. Celui-ci est peu enthousiaste et dit même au ministre préférer l'intendance d'un port de France. Il débarque néanmoins à Québec le 26 août 1748 et commence immédiatement la révision des comptes de la colonie. Malgré la compétence et l’honnêteté de son prédécesseur, une longue guerre est toujours prétexte à des abus. Bigot en découvre un grand nombre en enquêtant dans les comptes de la colonie. Il s’attelle également à remplir fidèlement les recommandations d’austérité dans les dépenses demandées par Versailles. Il tente de redémarrer une activité économique paralysée par la longue guerre de Succession d’Autriche. Il réorganise le commerce des fourrures et prépare des plans d’exploitation des ressources naturelles. Il sévit contre la contrebande, alors qu’il fait lui-même des affaires avec le sieur Gradis avec qui il met en place la principale entreprise de contrebande en Nouvelle-France. En effet, le 10 juillet 1748, Bigot, Bréard et Gradis, un négociant de Bordeaux, créent la Société du Canada. À la liquidation de la société le 16 février 1756, ils réalisent près d'un million de livres en bénéfice. Son goût du luxe et son train de vie de grand seigneur français ont rapidement des impacts sur la haute société de la colonie, qui se met aux manières de cours et aux dépenses luxueuses. Ce luxe tapageur finit par être tellement connu qu’il est surnommé la Grande Société par ses contemporains.

### Veillée d’armes (1748-1754)
« Les grands abus en Nouvelle-France doivent leur origine à l’époque du gouvernement de M. de la Jonquière, avare et intéressé, et de l’intendance de M. Bigot, avide de gagner. »

— Louis-Joseph de Montcalm, 

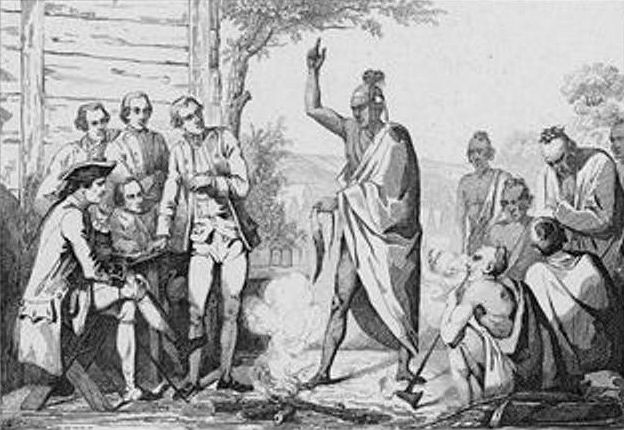
Négociation entre Français et Autochtones. Les Français tenteront d'empêcher la fondation d'Halifax sans provoquer de guerre, en passant par leurs alliés.

Mais, malgré les bals et les banquets, la tension pèse lourdement sur la colonie. Avec ou sans paix, la tension avec les colonies britanniques ne cesse de s’envenimer. Malgré leur supériorité numérique et maritime, les Britanniques n’ont pu s’emparer de la Nouvelle-France lors de la dernière guerre, notamment à la suite des difficultés logistiques immenses que comporte l’invasion d’un pays protégé par la nature. Souhaitant terminer l’expulsion de la France de ses anciennes possessions d’Acadie, la couronne britannique cherche à installer dès 1749 une nouvelle colonie à Halifax. Conscient de la menace, Bigot prévient Maurepas que «si cet établissement réussit, nous pouvons renoncer à l’Acadie». Contactant à nouveau l’abbé Le Loutre, il cherche à mobiliser les Micmacs et les Malécites contre les colons qui tentent de s’établir à Halifax. Tant en Acadie que du côté de l’Ohio, la présence britannique devient de plus en plus visible. Bigot doit donc financer et nourrir des expéditions envoyées sur place pour consolider la position de la France. Il doit également préparer des cadeaux à offrir et des marchandises pour commercer avec les alliés autochtones afin de les conserver dans l’orbite française. Doté d’un sens des convenances et menant grand train, Bigot s’avère habile dans les négociations avec les autres intervenants royaux dans la colonie, évitant ainsi à la Nouvelle-France les paralysants conflits de personnalités qui ont parfois paralysé ses actions. Seule exception : son antipathie envers Marguerite d’Youville, fondatrice de l’hôpital général de Montréal. Il tente de lui retirer l’administration de l’hôpital pour le confier à l’hôpital général de Québec, mais le projet échoue.

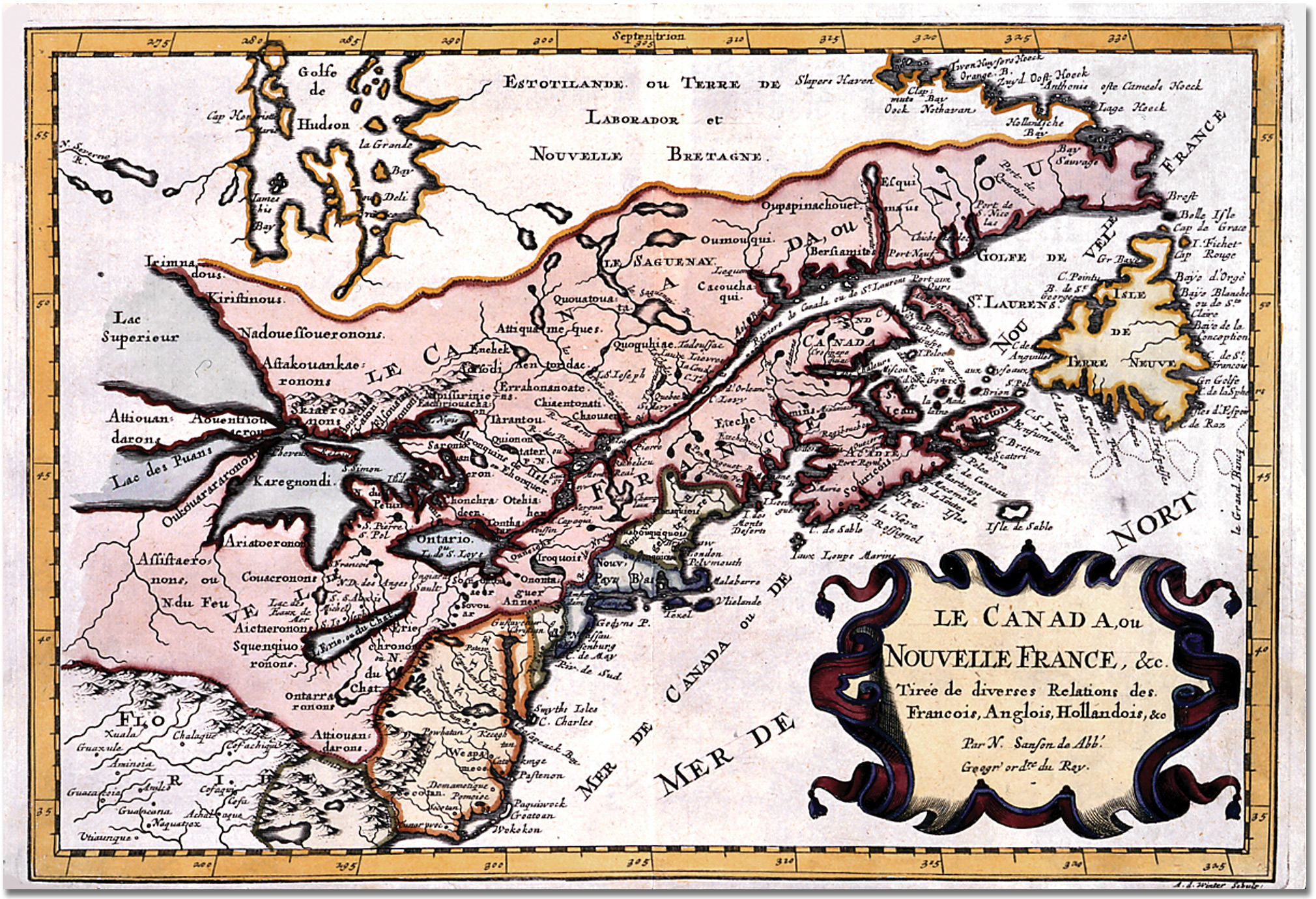
Le Canada, cœur de la Nouvelle-France au temps de l'intendant Bigot.

Afin de renforcer l’économie et les capacités de résistance de la Nouvelle-France, il tente de ranimer la culture du chanvre dans la vallée du Saint-Laurent. Cette plante est essentielle en construction navale, car elle fournit les cordages indispensables dans les navires à voiles de l’époque. Il ne présente pas le même zèle dans le développement des forges du Saint-Maurice, plus grande entreprise industrielle de la Nouvelle-France. Préférant importer de France, sur ses navires personnels et à son profit, il ne tente pas de préparer les forges à produire les canons qui seront bientôt essentiels au Canada. Il réglemente l’exercice de la médecine, met en place une taxe afin de financer le pavage des rues en ville et combat la contrebande et la fraude. De plus, ses fonctions d’intendant le mettent à même de former un embryon de services secrets afin d’acheter informations et complicités dans les rangs britanniques.

### S’enrichir sur le dos de l’État
Entouré par ses complices, Bigot met rapidement en place un système économique visant à profiter au maximum du commerce de la Nouvelle-France pour s’enrichir personnellement. Gradis, Bréard, Péan, Estèbe et Martel de Saint-Antoine entourent en effet l’intendant au début de son mandat et prennent en coupe réglée le commerce, en expulsant leurs rivaux moins protégés. Associé au gouverneur, Bigot et ses affidés contrôlent les meilleurs postes de traite des fourrures, à la Baie et sur la mer de l’ouest. Ils contrôlent également la fourniture et le transport des vivres pour les postes des frontières et pour l’intérieur de la colonie. Avec son associé Gradis, il possède une compagnie impliquée dans les transports entre la colonie et la France.
Prudent, tout se fait grâce à des prête-noms. Si de pareilles combinaisons sont fréquentes sous l’Ancien Régime, Bigot pousse la combine trop loin selon ses contemporains, qui craignent d’être châtiés par Versailles.
Une émeute menace d’éclater à Montréal lors de l’hiver 1751-1752. Une mauvaise récolte diminuant les réserves, Bigot et ses complices décident quand même d’exporter tout ce que leurs navires peuvent transporter. Les Montréalais, au bord de la famine, doivent être secourus, à grands frais pour le gouvernement, par des envois depuis Québec. Du blé est donc saisi dans la région de Québec par les agents du gouvernement, à faible prix. Les associés de Bigot en prennent livraison pour le transformer en farine, qu’ils revendent à grand prix à l’intendant responsable de ces opérations. Cet intendant est bien sûr Bigot, qui accepte de payer ainsi avec les deniers de l’État une grande prime qui se retrouve rapidement dans ses propres poches. Il n’hésite pas non plus à demander de l’aide de la métropole face à cette famine. Deux navires, l’Étoile du Nord et le Saint-Maudet, sont donc affrétés pour ramener de toute urgence 800 quarts de farines et 500 quarts de lard.
Ces navires appartiennent à Bigot et à deux de ses associés. L'historien Guy Frégault résume la méthode : «Les conjurés ne négligeraient pas de prendre leurs bénéfices sur le transport des secours que leurs manigances avaient rendus urgents. Leurs petites affaires devaient prospérer».

### Guerre de Conquête

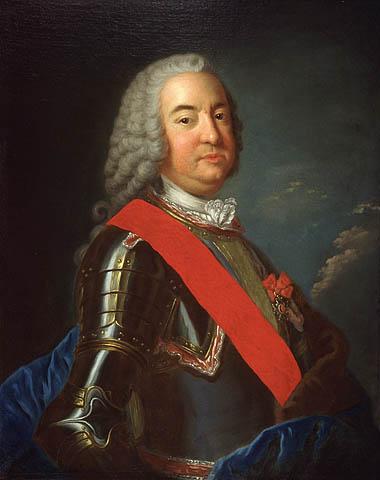
Le marquis de Vaudreuil, gouverneur de la Nouvelle-France.

Alors que le Canada se débat dans ses problèmes internes et que sa mauvaise administration met en péril son économie, la France hésite sur la voie à prendre. Les ministres qui se succèdent à la Marine menacent même d’abandonner la colonie si elle continue à coûter aussi cher. La corruption est généralisée dans la colonie et le moindre travail de fortification coûte une fortune au roi tout en assurant la richesse de ceux qui sont en position de détourner des fonds. Or, des travaux de fortifications, il n’en manque pas à la veille de la guerre de Sept Ans. Conscientes de leur infériorité numérique et du besoin de consolider les alliances avec les Autochtones, les autorités françaises construisent une ligne de forts de La Nouvelle-Orléans à Québec afin de renforcer leur position. C’est d’ailleurs la construction de l’un d’eux qui déclenche la guerre en Amérique : fort Duquesne. C’est Bigot qui est chargé, en octobre 1752, d’équiper les 2300 hommes qui se préparent à aller bâtir celui-ci et plusieurs autres plus petits visant à protéger ses communications avec la Nouvelle-France. L’expédition coûte une telle fortune que Versailles demande le retour du gouverneur de la Nouvelle-France Duquesne et tance sévèrement l’intendant Bigot. Convoqué par le ministre Machault à Versailles à la fin de 1754, Bigot parvient à expliquer les dépenses hors de contrôle de la colonie en blâmant d’autres que lui. Ne connaissant pas le détail des entreprises privées de Bigot, le ministre passe l’éponge sur la situation, car il craint de confier l’économie de la colonie à un homme inexpérimenté à la veille d’une guerre. À lui de sauver sa position en sauvant la colonie, en somme.

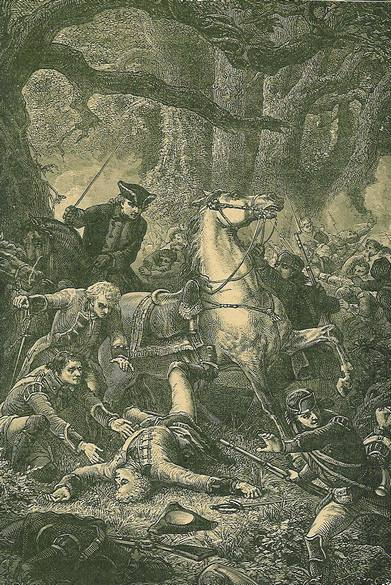
Mort du général Braddock lors de la victoire française de la Monongahela, le 9 juillet 1755.

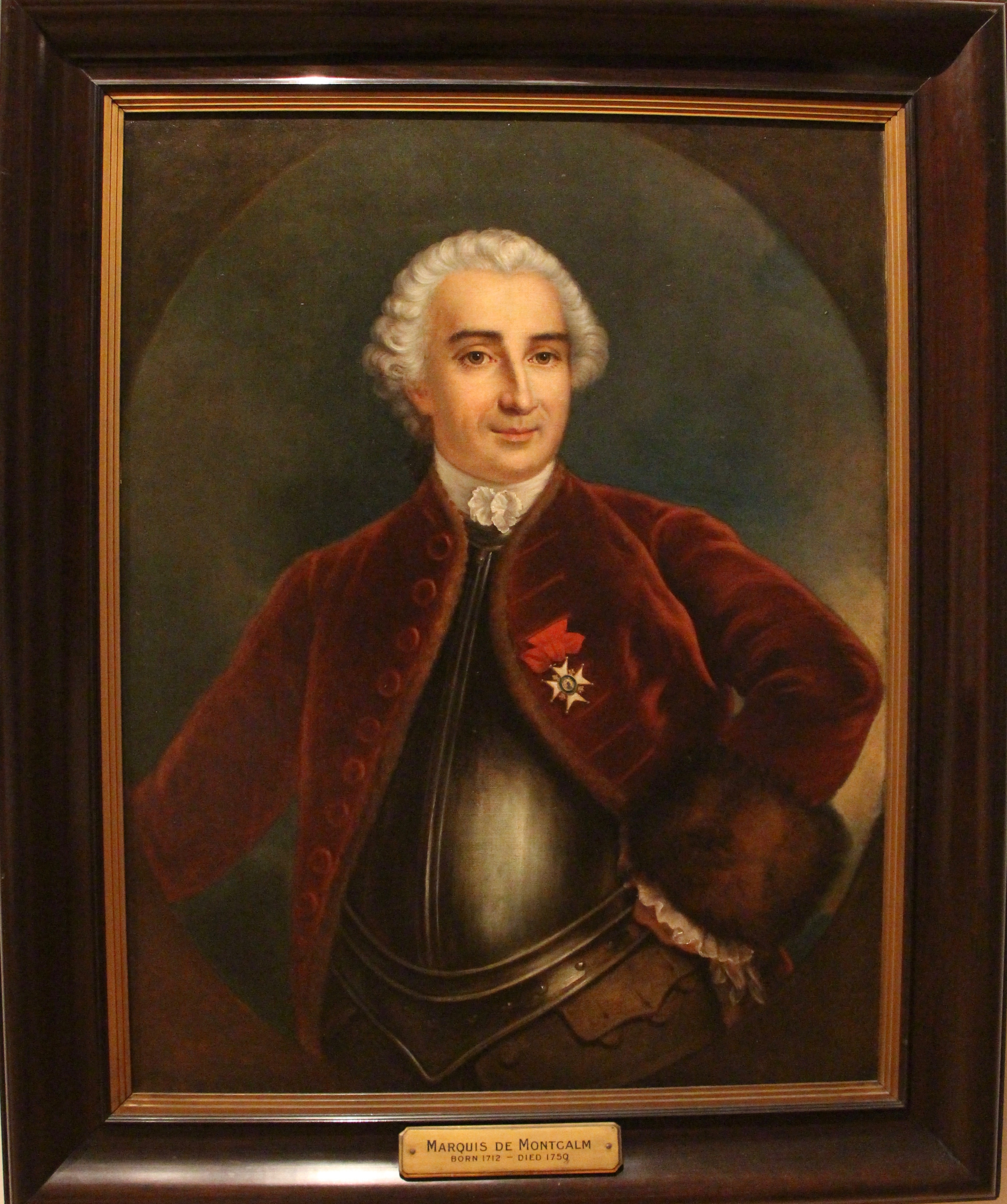
Le marquis de Montcalm, général des troupes de terre en Nouvelle-France.

Revenu dans la colonie en mai 1755, l’intendant Bigot trouve cette dernière déjà plongée dans la guerre même si celle-ci n’est pas déclarée officiellement en Europe. Après l’Affaire Jumonville, les hostilités éclatent tout le long de l’immense frontière. En Acadie, les Britanniques avancent vers fort Beauséjour afin de chasser les derniers Français de la région. En Ohio, les Britanniques se dirigent vers fort Duquesne avec une force numériquement très supérieure à ce que les Français peuvent leur opposer. Malgré tout, la France réagit fortement, remportant la victoire de la Monongahela et en envoyant de nombreuses troupes régulières renforcer la colonie. Bigot doit organiser, nourrir et loger cet afflux important de soldats français, dont la présence, essentielle à la défense de la colonie, pèse lourdement sur les capacités de l’intendant à assurer à chacun sa ration de vivres. Bigot doit perpétuellement faire la balance entre les besoins de la défense et de la nécessaire mobilisation des miliciens pour les opérations d’une part et du besoin vital d’avoir des gens dans les champs pour les récoltes d’autre part. L’arrivée de soldats français amène également une complexification de l’organisation de la Nouvelle-France : il y a désormais un général français avec lequel il faut compter. Le marquis de Montcalm a une relation ambiguë avec l’intendant : il déplore sa corruption et loue son efficacité. «Homme aimable, grand travailleur, homme d’esprit» écrit même le général français. Certes, l’intendant s’enrichit indûment, mais il réussit à ravitailler la colonie dans des conditions si désespérées que personne d’autre ne souhaite s’y essayer. L’approvisionnement est en effet le talon d’Achille de la Nouvelle-France : être en permanence sur le bord de la famine ne permet pas aux forces françaises de profiter de leurs succès. Montcalm ne peut poursuivre son offensive victorieuse de 1757 par manque de vivres. À Carillon, il est surpris par une armée quatre fois plus nombreuse, car Bigot ne peut nourrir plus de 3600 hommes sur ce front. Et alors que le siège de Québec s’allonge, ce n’est pas tant les canons de Wolfe que la faim qui menacent le plus la capitale de l’Amérique française.

### Cadet entre en scène
Devant de tels défis logistiques, Bigot doit renforcer son équipe. Il nomme donc comme munitionnaire Joseph-Michel Cadet. Auparavant représentant de Bigot dans son commerce de céréales, la guerre est pour l’ancien boucher devenu riche le moment de faire une plus grande fortune encore. Soutenu par Bigot et ses associés, Cadet doit fournir aux troupes de la colonie les rations quotidiennes. Dans une situation de pénurie aussi sévère que celle de la Nouvelle-France, c’est un poste difficile et central. Les abus possibles avec une telle charge inquiètent le ministre, qui confie la surveillance de Cadet à Bigot. Sachant que l’intendant empoche 60 % des profits, cette surveillance dut être fort légère.

### Défaite
Affamée, la Nouvelle-France voit l’offensive britannique contre elle se développer de manière irrésistible. Bigot écrit à Lévis le 1er septembre 1759, « Les vivres commencent à me donner bien de la peine. C'est la farine nouvelle qui va nous faire vivre. Nous en avons une goélette chargée à Batiscan venant de Montréal. Savoir comment nous la ferons venir. Nous tuerons chevaux et tout ce qui est mangeable, si l'ennemi nous bouche le passage ». Malgré la victoire de Montcalm à Carillon, les défaites s’accumulent : chute de Louisbourg, destruction de fort Frontenac, abandon de Fort Duquesne. C’est désormais le Canada qui est menacé d’invasion. Et si Montcalm et Vaudreuil arrivent à concentrer 21 140 hommes pour défendre Québec face à Wolfe, les nourrir est un plus grand défi que de combattre les Tuniques rouges. Bigot n’y arrive d’ailleurs pas seul : sans l’arrivée d’un convoi de vivres de France, Québec aurait dû se rendre à l’arrivée de Wolfe. Désespéré de réduire le nombre de bouches à nourrir, l’intendant propose même le 6 juillet 1759 une solution surprenante : sacrifier des soldats dans des offensives afin d’alléger les demandes de ravitaillement. La mesure est refusée. Grâce à des politiques énergiques de Vaudreuil et de Bigot, Québec peut tenir jusqu’à la mi-septembre. Croyant la victoire acquise, les Français font déjà des plans pour l’hivernement tandis que Bigot prépare un nouveau convoi de vivres pour l’armée de Montcalm.

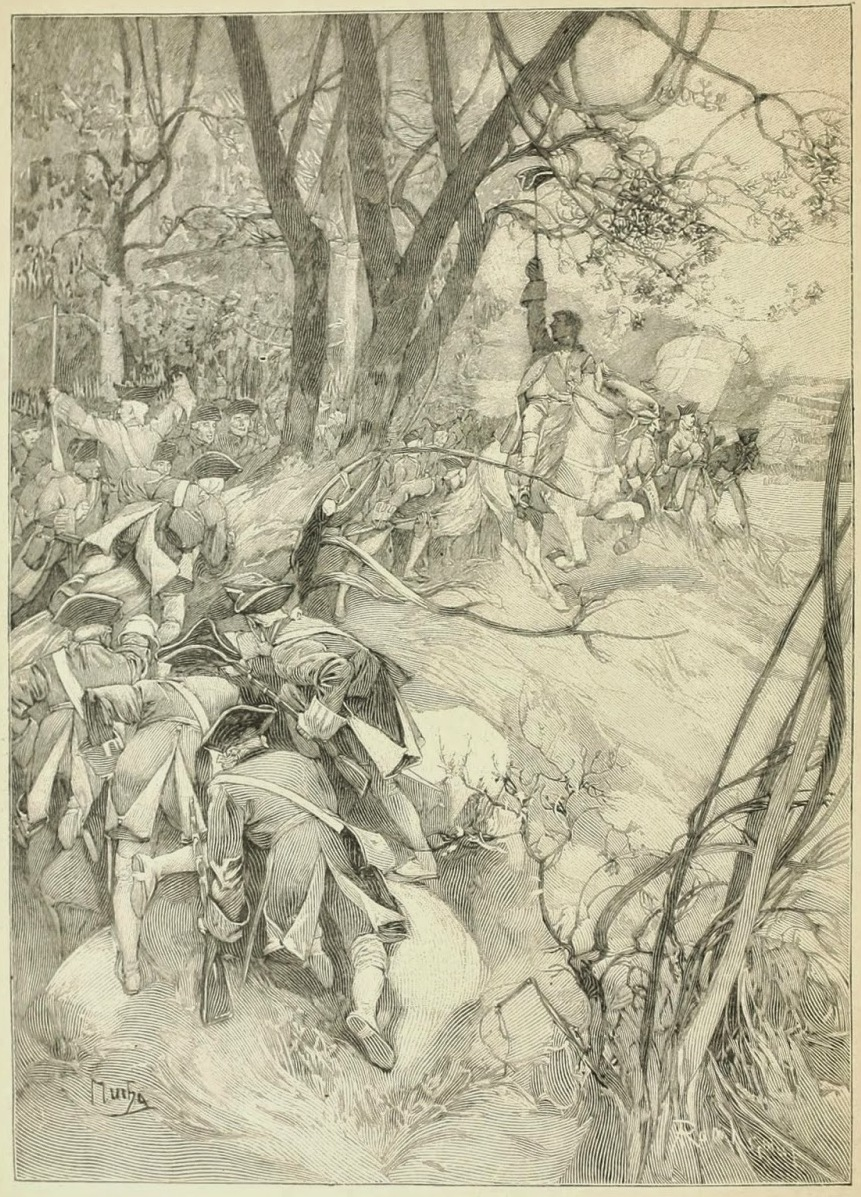
Après la victoire de Sainte-Foy, le chevalier de Lévis ne peut reprendre Québec par manque d'artillerie.

Averties de l’imminence d’un convoi de vivres arrivant par le Saint-Laurent de Montréal, les sentinelles françaises de l’Anse-au-Foulon sont surprises dans la nuit du 12 au 13 septembre 1759 par les forces britanniques. Dispersant la garnison française, les hommes de Wolfe prennent place rapidement sur les plaines d’Abraham, où Montcalm vient les attaquer en avant-midi. La défaite vient balayer la défense française : Montcalm est tué et son armée est en déroute. Vaudreuil convoque un conseil de guerre le soir de la défaite pour planifier la suite des choses. Bigot est présent et conseille une contre-attaque immédiate. Il n’est pas écouté. Pire, il oublie de faire transférer dans les murs de Québec les 10 jours de rations qu’il ne pouvait faire évacuer de Beauport à la suite de l’armée. Cette erreur coûte cher à la Nouvelle-France, car c’est prétextant le manque de nourriture que Ramezay ordonne la reddition de la forteresse le 18. La Nouvelle-France est brisée. Bigot signe cette année-là pour 30 millions de dépenses, un record. Il parvient à nourrir l’armée pendant l’hiver et la campagne de Sainte-Foy, mais ne peut empêcher la reddition de Montréal le 8 septembre 1760. Conformément à la capitulation, Bigot peut embarquer pour la France 21 septembre sur la Fanny.

### Affaire du Canada
Une telle défaite ne pouvait rester sans conséquence. Le roi ne pouvant politiquement accepter la responsabilité de la perte de son empire colonial, les autorités françaises cherchent à transférer le blâme sur les officiers et les responsables civils de la Nouvelle-France. Ce procès devient l’Affaire du Canada, l’un des plus gros procès de l’Ancien Régime. Il commence par l’embastillement de la plupart des accusés, dont évidemment Bigot et Cadet, considérés comme les plus compromis,.
Lors du procès qui durera deux ans, 55 accusés passent devant les juges pour répondre de l’augmentation vertigineuse des dépenses de la colonie. Non seulement celles-ci ont-elles été multipliées par 5, mais elles l’ont été en pure perte. L’empire colonial est perdu alors que plusieurs fonctionnaires se sont acquis des fortunes gigantesques.

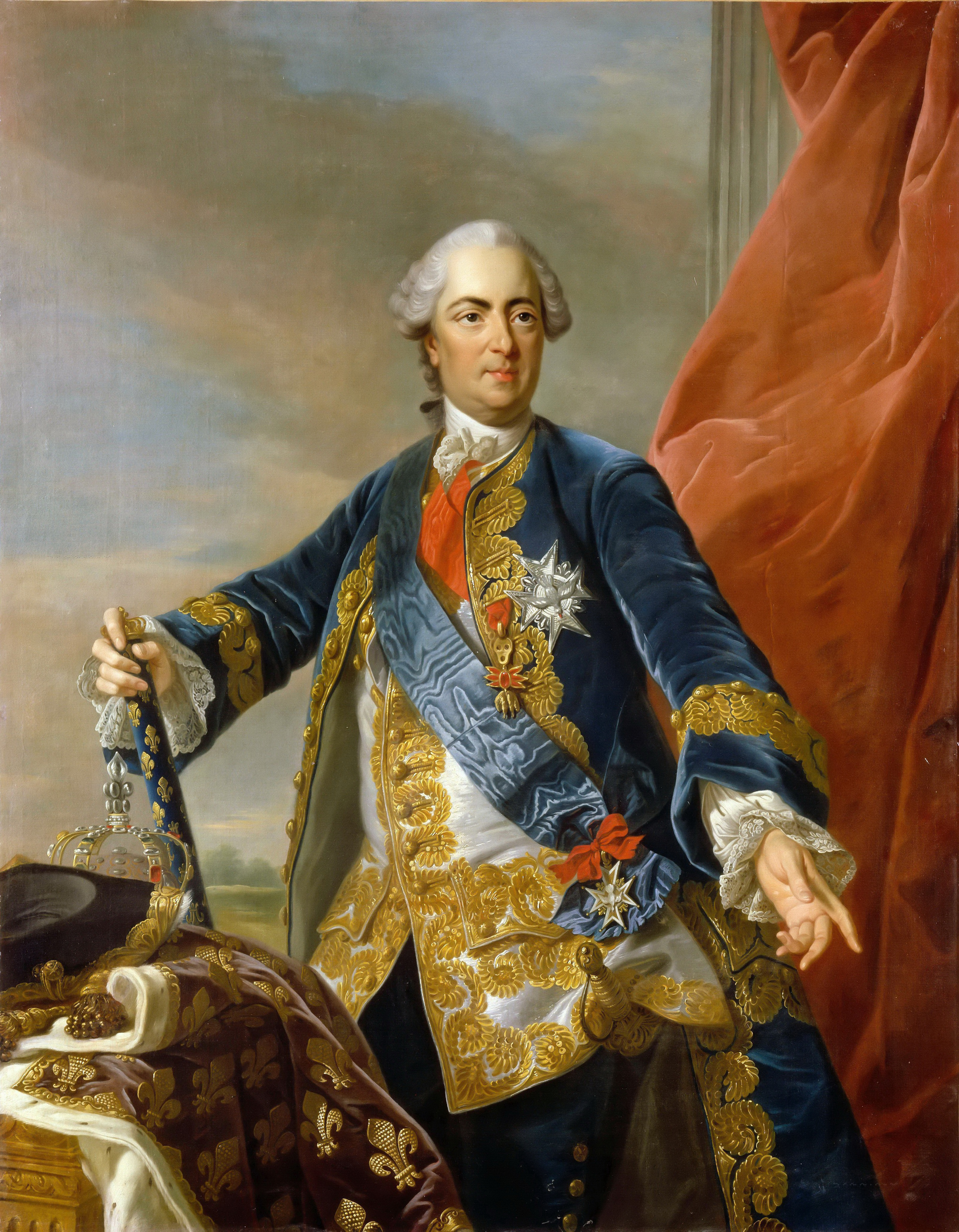
Louis XV ne peut accepter la responsabilité de la défaite: il cherche des boucs émissaires. Bigot en fera les frais.

Après un long procès, Bigot et ses associés sont déclarés coupables. Bigot doit rembourser 1 500 000 livres à titre d’amende et est exilé hors du royaume. Il est le seul administrateur de la Nouvelle-France à être condamné.

### Exil et fin de vie
Après la sentence du procès prononcé le 10 décembre 1763, François Bigot quitte la France pour la Suisse. Il séjourne quelque temps à Fribourg puis il s'installe à Neuchâtel. C'est là qu'il meurt le 12 janvier 1778, après un bref retour en France en 1771 ; il est inhumé au château Janjaquet, aux abords du petit village de Cressier, près de Neuchâtel.
Il a pu acheter le château et y vivre grâce au soutien financier de ses amis.

## Dans la culture populaire

### Œuvres
- 1872 : L'Intendant Bigot, roman de Joseph Marmette
- 1877 : The Golden Dog, roman de William Kirby
- 1886 : Le château de Beaumanoir, roman de Edmond Rousseau
- 1929 : L'Intendant Bigot, opéra de Joachim Ulric Voyer

### Lieux nommés en son honneur
- Le château Bigot
- Chemin de Château-Bigot, à Québec